# Estação César de Sousa
César de Sousa será uma futura estação da linha 11 do Trem Metropolitano de São Paulo, que será construída pela concessionária Trivia Trens, no distrito de César de Sousa, município de Mogi das Cruzes.

## Edificação original
Desativada em 1998, a estação fica entre Estudantes e Sabaúna. esta última, que também se encontra desativada.
Foi inaugurada em 1.º de janeiro de 1893, pela Estrada de Ferro Central do Brasil. Seu nome representa uma homenagem a João Augusto Cezar de Souza, o engenheiro chefe da 5º Divisão da Central do Brasil, em 1890. A denominação da estação de trens deu origem ao distrito com o mesmo nome.
O prédio atual da estação ferroviária teria sido inaugurado em 1921, deixando de receber passageiros em 1998. A partir de então, apenas seu pátio é usado, como ponto de carregamento e descarregamento de cargas. O prédio da estação era utilizado, em 2003, como escritório de uma empresa de cimento.
Dado o crescimento populacional do distrito de César de Sousa, no início dos anos 1990, a comunidade local vem reivindicando a reativação do transporte de passageiros nesta estação ferroviária, como uma extensão da linha 11-Coral da Companhia Paulista de Trens Metropolitanos (CPTM) a partir de seu terminal atual.
Porém, a CPTM, ao ser questionada, descartou tal proposta, alegando inviabilidade técnica e orçamentária, pois o trecho em questão não é eletrificado, sendo uma faixa de domínio designada para o transporte de cargas, somente. Mesmo assim, há críticas e questionamentos de especialistas em transporte ferroviário sobre a extensão dessas dificuldades, como o engenheiro Adelson Portela Martins, o qual defende o compartilhamento do transporte de carga com o de passageiros, ao afirmar que: "Pode haver um acordo, já que os trens de carga só passam por lá em alguns horários e existe faixa ferroviária para conciliar os dois serviços".
Em 2024, o Governo de São Paulo anunciou a extensão da Linha 11 até César de Sousa, porém, a possível extensão encontra-se ainda em estágios bem preliminares, sendo necessário ainda a realização do projeto básico. Em outubro de 2024 a reconstrução da estação foi contemplada no plano de concessão das Linhas 11, 12 e 13 do Trem Metropolitano, no qual a Trivia Trens logrou êxito e realizará a obra.